# HMS Victory
HMS Victory – żaglowy okręt liniowy brytyjskiej marynarki wojennej zbudowany w latach 1759–1765 w stoczni Chatham Dockyard. Jego portem macierzystym jest Portsmouth w Anglii.
Plany okrętu były gotowe w czerwcu 1759 roku i opierały się na projekcie okrętu HMS „Royal George”, zbudowanego w stoczni Woolwich Dockyard w 1756 roku. Głównym projektantem okrętu był sir Thomas Slade, który postanowił wykorzystać nowo powstały suchy dok do budowy dużych jednostek. Stępka pod okręt została położona 23 lipca 1759 roku w Old Single Dock, a imię dla okrętu wybrano w październiku 1760 roku, na pamiątkę zwycięstw armii brytyjskiej odniesionych podczas wojny siedmioletniej w bitwie pod Minden oraz w bitwie na Równinie Abrahama, a także w morskich bitwach pod Lagos oraz w zatoce Quiberon.
Był to piąty w historii RN okręt o nazwie „Victory”, poprzedni zatonął w roku 1744. wraz z całą załogą. Po krótkiej przerwie, budowę okrętu zakończono 7 maja 1765 roku. Koszt budowy wyniósł 63 176 funtów i 3 szylingów, co według dzisiejszych cen odpowiada kwocie 50 milionów funtów. Do budowy zużyto drewno z 6000 drzew, a 90% wykorzystanego materiału stanowiła dębina.

## Początek służby
Pierwsze lata służby okrętu upłynęły w rezerwie, ze zdjętymi masztami stał przez 13 lat u ujścia rzeki Medway.
W marcu 1778 roku John Lindsay został desygnowany na pierwszego dowódcę okrętu.
Jednak w maju tego samego roku flagę na okręcie podniósł admirał Augustus Keppel, a dowództwo okrętu przejął kontradmirał John Campbell. Okręt uzbrojony był wówczas w żelazne działa 32- oraz 42-funtowe (30 dział), 30 dział 24-funtowych oraz 40 dział 12-funtowych. Później dodano jeszcze dwie karonady 68-funtowe.
Pod dowództwem admirała Keppela, okręt brał udział w pierwszej bitwie pod Ushant.
Następnie, w marcu 1780 roku, okręt został poddany remontowi polegającemu na obiciu dna okrętu poniżej linii wodnej 3923 arkuszami blachy miedzianej, zabezpieczając dno przed szkodnikami morskimi.
W grudniu 1781 okręt pod dowództwem komandora Henry Cromwella i pod flagą kontradmirała Richarda Kempenfelta brał udział w drugiej bitwie pod Ushant.
Natomiast w 1797 roku, okręt, już pod dowództwem komandora Roberta Caldera oraz pod flagą admirała sir Johna Jervisa brał udział w bitwie koło przylądka św. Wincentego.

## Remont
Następnie okręt został po powrocie do Chatham w lutym 1798 roku przeniesiony do rezerwy i zamieniony na okręt szpitalny dla rannych jeńców francuskich i hiszpańskich.
Jednak w 1800 roku Admiralicja postanowiła przywrócić okręt do służby – poddano go remontowi, który zamknął się potężnymi wówczas kosztami 70 933 funtów.
W ramach remontu dodano kolejne furty artyleryjskie, dzięki czemu liczba dział zwiększyła się do 104, przedłużono maszty, zmieniono figurę dziobową oraz zmieniono sposób malowania okrętu: poprzedni schemat czerwonych ambrazur zastąpiono kolorem czarnym, na tle żółtych pasów pokładowych na burtach. Ten schemat malowania zaczął obowiązywać w Royal Navy od 1805 roku tj. po bitwie pod Trafalgarem.
Remont ukończono 11 kwietnia 1803 roku, a w miesiąc później okręt wypłynął z Portsmouth pod dowództwem komandora Samuela Suttona aby dołączyć do floty brytyjskiej na Atlantyku.

## Trafalgar
16 maja 1803 roku flagę na okręcie, jednak tylko na tydzień, podniósł admirał Horatio Nelson i pod dowództwem komandora Suttona, okręt patrolował morze w okolicach wyspy Toro.
Kilka dni później, 28 maja „Victory” przechwycił francuską fregatę „Embuscade” uzbrojoną w 32-funtowe działa.
30 czerwca 1803 roku dowództwo okrętu objął komandor Thomas Masterman Hardy.
4 kwietnia 1805 roku nadeszła wieść o ucieczce z Tulonu floty francuskiej pod dowództwem admirała Villeneuve i połączeniu z flotą hiszpańską w Kadyksie.
W sierpniu 1805 roku okręt dołączył do głównych sił floty pod Kadyksem, gdzie stała zablokowana flota francusko-hiszpańska.
Był to wstęp do bitwy pod Trafalgarem, w której zginął Nelson i 56 marynarzy okrętu a 102 zostało rannych, jednak odniesiono wspaniałe zwycięstwo, czego okręt flagowy stał się symbolem.

## Dalsza służba
Po bitwie okręt zawiózł do Anglii ciało poległego admirała Nelsona, który został pochowany w katedrze św. Pawła w Londynie 6 stycznia 1806 roku.
Następnie okręt poddany został remontowi.
W latach następnych wykonywał rejsy w ramach blokady wybrzeży Francji, a także dwukrotnie pod flagą admirała Jamesa Saumareza pływał w kampaniach na Bałtyku.
Swą służbę okręt zakończył 7 listopada 1812 roku, kiedy został zmieniony na hulk i zacumowany w Gosport.

## Lata późniejsze

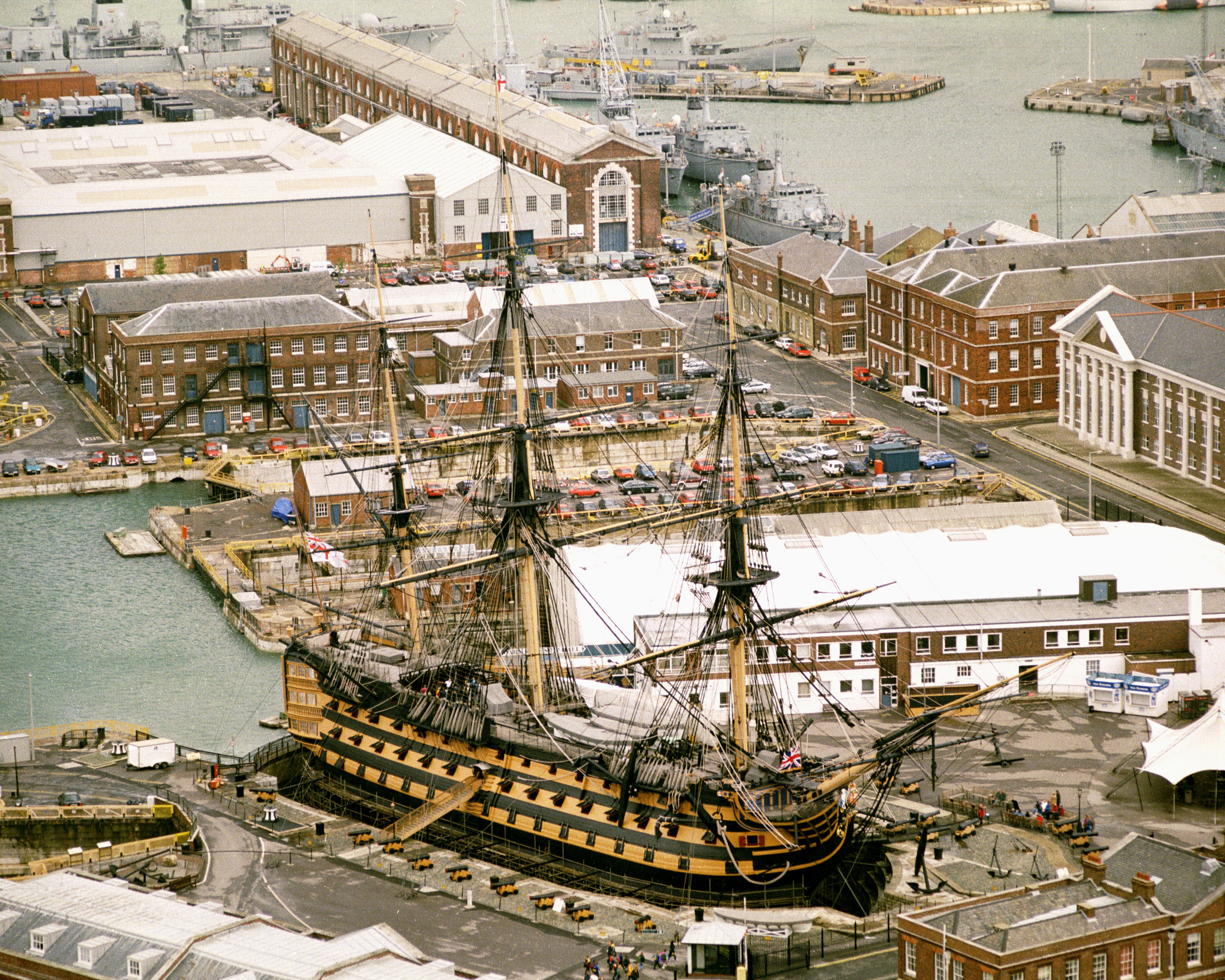
HMS „Victory” jako obiekt muzealny w suchym doku w Portsmouth

Dzięki decyzji byłego dowódcy okrętu, a później Pierwszego Lorda Admiralicji Thomasa Hardy’ego, okręt nie został przeznaczony do rozbiórki.
W 1889 roku okręt został przystosowany do charakteru Szkoły Telegrafii Marynarki Wojennej (Naval School of Telegraphy).
W tym charakterze okręt pełnił służbę do 1904 roku.
Niestety w dalszych latach okręt niszczał.
Po zakończeniu I wojny światowej, powstał specjalny fundusz „Save the Victory Fund”, mający na celu uratowanie okrętu, a który organizowany był przez brytyjskie Towarzystwo Odkryć Morskich, dostało ono także wsparcie ówczesnego rządu brytyjskiego.
Wreszcie 12 stycznia 1922 roku Victory został umieszczony w najstarszym działającym doku na świecie: doku numer 2 w Portsmouth, celem restauracji.
W 1928 roku król Jerzy V dokonał uroczystego zakończenia restauracji okrętu.

## Dzisiaj
HMS „Victory” jest wciąż okrętem flagowym Royal Navy, obecnie flagę na okręcie podnosi obecny Drugi Lord Admiralicji, pełniący rolę szefa Royal Navy’s Home Command (CINCNAVHOME).
„Victory” jako okręt muzeum odwiedza rocznie około 350 000 gości. Aktualnie okręt znajduje się w Portsmouth.